# كراك داون (لعبة فيديو)
كراك داون (بالإنجليزية: Crackdown)‏، هي لعبة فيديو من تطوير ستوديو ريل تايم ورلد البريطانية، صدرت في الأسواق سنة 2007، وتعمل على منصة إكس بوكس 360 الحصرية، وهي الجزء الأول من سلسلة كراك داون.

## المواقع الخارجية
- Official website على موقع واي باك مشين (نسخة محفوظة 3 March 2009)
- Crackdown على مشروع الدليل المفتوح
- Crackdown at MobyGames